# کوپیتارتسه
کوپیتارتسه (به صربی: Kopitarce) یک منطقهٔ مسکونی در صربستان است که در ولادیچین خان واقع شده‌است. کوپیتارتسه ۷۵ نفر جمعیت دارد.